# Wullschlaegelia
Die Pflanzengattung Wullschlaegelia gehört zur Familie der Orchideen (Orchidaceae). Die nur zwei Arten sind in der Neotropis verbreitet. Es handelt sich um laubblattlose, mykoheterotrophe Pflanzen.

## Beschreibung

### Vegetative Merkmale
Die Wullschlaegelia-Arten sind ausdauernd Krautige Pflanzen, die Wuchshöhen von 30 bis 40 Zentimetern erreichten. Sie sind laubblattlos und ernähren sich mykoheterotroph. Das Rhizom ist kurz und aufsteigend. Die Wurzeln sind zum Teil spindelförmig knollig verdickt (diese Wurzeln besitzen ein Velamen), zum Teil dünn und faserig. Der Spross ist aufrecht und trägt in Abständen einige schuppenartige Niederblätter. Die ganze Pflanze inklusive der Blüten ist dicht mit verzweigten Trichomen besetzt.

### Generative Merkmale
Der Blütenstand ist ziemlich dicht mit vielen Blüten besetzt. Der Fruchtknoten ist gestielt. Die Blüten können resupiniert sein oder nicht.
Die zwittrigen, weißen Blüten sind zygomorph und dreizählig. Sepalen und Petalen liegen aneinander an und formen eine Röhre. Das dorsale Sepal ist frei, es ist oval bis breit lanzettlich, konkav geformt, es endet spitz. Die seitlichen Sepalen setzen an dem deutlich ausgebildeten Säulenfuß an, an der Basis formen sie eine sackartige Ausstülpung. Die Petalen sind frei, sie gleichen dem dorsalen Sepal. Die Lippe ist länglich, vorne breiter, ungelappt, konkav. Sie setzt ohne Trenngewebe oder Gelenk am Säulenfuß an. Die Säule ist sehr kurz, sie reicht deutlich über die Ansatzstelle am Fruchtknoten hinaus („Säulenfuß“). Die Narbe sitzt in einer bewimperten Grube. Das Staubblatt ist gegenüber der Säulenachse leicht herabgebogen. Es enthält zwei Pollinien, sie sind pudrig-körnig mit deutlicher Klebscheibe (Viscidium), aber ohne Stielchen. Das Trenngewebe zwischen Narbe und Staubblatt (Rostellum) ist gestielt und gerade, es endet zweilappig.

## Systematik, botanische Geschichte und Verbreitung
Die Gattung Wullschlaegelia wurde 1863 durch Heinrich Gustav Reichenbach aufgestellt. Die einzige ihm bekannte Art, Wullschlaegelia aphylla, war schon 1788 von Olof Peter Swartz als Cranichis aphylla in Nova Genera & Species Plantarum seu Prodromus descriptionum Vegetabilium ... Seite 120 beschrieben worden. Die Art wurde durch Heinrich Gustav Reichenbach in Botanische Zeitung. Berlin Band 21, Seite 131 als Wullschlaegelia aphylla (Sw.) Rchb.f. in die Gattung Wullschlaegelia gestellt. Die Erstbeschreibung der zweiten Art, Wullschlaegelia calcarata, wurde 1881 von George Bentham in Journal of the Linnean Society. Botany Band 18, Seite 342 veröffentlicht. Der Name Wullschlaegelia ehrt den Missionar und Pflanzensammler Heinrich Rudolf Wullschlägel (1805–1864).
Die Verwandtschaft von Wullschlaegelia ist unklar. Als verwandte Gattung wurde häufig Uleiorchis genannt. Robert Dressler stellte Wullschlaegelia in die Tribus Gastrodieae; die Gastrodieae besitzen aber kein Velamen. Erste molekulargenetische Untersuchungen legen eine Zuordnung zur Tribus Calypsoeae nahe.
Die Arten der Gattung Wullschlaegelia sind vom tropischen Mexiko über Zentral- bis Südamerika sowie auf Karibischen Inseln verbreitet.
Die bisher bekannten Arten sind:
- Wullschlaegelia aphylla (Sw.) Rchb. f.: Sie kommt von Mexiko bis ins tropische Südamerika vor.[5]
- Wullschlaegelia calcarata Benth.: Sie kommt von Costa Rica bis Brasilien vor.[5]

## Weiterführendes
- Liste der Orchideengattungen